# Реньє І
Реньє I (фр. Rainier, іт. Rainero) (1267, Генуя — 1314, Неаполь) — перший з роду Грімальді суверенний правитель території, зараз відомої як Монако (з 8 січня 1297 по 10 квітня 1301). Також носив титул сеньйора де Каньє, за назвою містечка, в якому він 1309 року влаштував свою резиденцію (Шато Грімальді).
Раньєро — старший з трьох синів Ланфранко Грімальді, французького вікарія Провансу, і його дружини Аурелії дель Карретто, другим шлюбом одруженої з племінником першого чоловіка — Франческо Грімальді.
Разом з вітчимом в 1297 брав участь у захопленні замку Монако, який утримував 4 роки. Ця подія відображено в гербі Монако, де зображені два озброєних ченці (Франсуа Грімальді проник в замок в чернечому одязі і відкрив нападникам ворота).
У 1304, після перемоги у битві з фламандцями на Зірікзе, Раньєро Грімальді був призначений адміралом Франції.

## Сім'я і діти
Раньєро Грімальді був одружений двічі. Перший раз — з Сальватіке дель Карретто, дочкою Джакомо дель Карретто, маркіза Фіналі. У них було четверо дітей:
- Карл I, сеньйор Монако

- Вінчігерра, одружений з Констанцією Руффа
- Сальваджія, одружена з Габріеле Венто
- Лука, сеньйор Віллафранка, був одружений з Тедізою, дочкою Даніеля Чібо, другим шлюбом — з Катаріною Каррачіолі.

Другим шлюбом Раньєро одружився з Андреолою Гриль. Дітей у них не було.

## Герб
Червоні ромби на білому тлі. Девіз роду Гарімальді: «Deo Juvante» (лат. З Божою поміччю).